# Popovce
Popovce (cyr. Поповце) – wieś w Serbii, w okręgu jablanickim, w gminie Lebane. W 2011 roku liczyła 295 mieszkańców.